# 허난 굿슈터스
허난 엘리펀드 팀(중국어: 河南吉象隊 하남길상대[*])은 중국야구리그(CBL)의 제 7구단이다 2009년 상반기 중반부터 합류하여 리그에 들어왔고, 중국야구협회로부터 정식으로 승인을 받게 되어 2010년부터 동남화동리그에 참가했다. 
2023년 허난 울프워리어스(중국어: 河南戰狼隊 하남전랑대[*])로 이름을 변경했으나 스폰서쉽의 변경으로 다시 2025년 허난 굿슈터스(중국어: 河南好射手隊 하남호사수대[*])로 팀명을 변경했다.

## 같이 보기
- 중국의 야구 리그
- 중국야구협회